# Migotanie komór
Migotanie komór (także: fibrylacja, ang. Ventricular Fibrillation, VF, V-fib, łac. fibrillatio ventriculorum) – zaburzenie rytmu serca, polegające na szybkiej i nieskoordynowanej pracy komór serca (częste pobudzenia mięśnia sercowego w okresie refrakcji względnej), które, jeśli nie zostanie szybko przerwane (do kilku minut), nieuchronnie prowadzi do śmierci . 

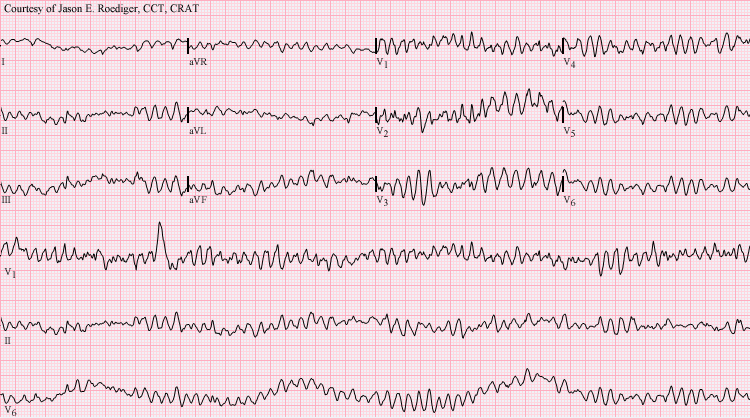
Zapis EKG migotania komór

Migotanie komór rozpoznaje się na podstawie elektrokardiogramu. W wypadku migotania komór zapis EKG zespołu QRS ma postać nieregularnej sinusoidy. Jeśli sinusoida ma kształt regularny i częstość akcji mieści się w granicach 200–300 uderzeń na minutę – stan taki nazywany jest trzepotaniem komór. Jeśli sinusoida ma kształt nieregularny, impulsy mają zmienną amplitudę – wówczas rozpoznaje się migotanie komór. Częstość akcji serca w takiej sytuacji może dochodzić do 600 pobudzeń na minutę. Mięsień serca drży z całkowicie nieskutecznymi hemodynamicznie skurczami.
Migotanie komór jest przyczyną około 70% wszystkich incydentów zatrzymania krążenia i następstwem wielu schorzeń. Jest jednym z najczęstszych mechanizmów śmierci z (zatrzymania krążenia) przy zawale mięśnia sercowego.
Nazwa „migotanie komór” pochodzi od wrażenia, jakie daje nieskoordynowana praca serca, widoczna przy otwartej klatce piersiowej. Serce podczas napadu wygląda, jakby migotało światło lamp nad stołem operacyjnym. 
Migotanie komór może być wysokofalowe lub niskofalowe.

## Mechanizm powstawania
Wyróżnia się trzy mechanizmy elektrofizjologiczne prowadzące do komorowych zaburzeń rytmu serca, w tym do migotania komór:
- zjawisko fali nawrotnej (ang. re-entry),
- aktywność wyzwalana,
- nieprawidłowy automatyzm (w dysfunkcji węzła zatokowo-przedsionkowego).

## Leczenie
W warunkach pierwszej pomocy jedyną możliwością leczenia jest przeprowadzenie resuscytacji krążeniowo-oddechowej (RKO) (30x uciśnięcie serca i 2x oddech). Polega ona na prowadzeniu podstawowych zabiegów ratujących życie do czasu, gdy zaistnieje możliwość oceny rytmu na kardiomonitorze. W przypadku potwierdzonego zapisem migotania komór przeprowadza się jednorazową defibrylację o energii 120 J defibrylatorem dwufazowym o fali rektalinearnej, 150 J defibrylatorem dwufazowym o standardowej fali wyładowania lub 360 J defibrylatorem jednofazowym, po czym, nie oceniając rytmu, przeprowadza się 2-minutowe podstawowe zabiegi resuscytacyjne (BLS). Po tym czasie ocenia się rytm pracy serca. W razie dalszego utrzymywania się migotania komór wykonuje się ponowną defibrylację energią 150–200 J defibrylatorem dwufazowym bez względu na kształt fali lub 360 J defibrylatorem jednofazowym i podejmuje zabiegi BLS przez kolejne dwie minuty. Po drugiej defibrylacji podaje się 1 mg adrenaliny dożylnie. Jeżeli po 3 defibrylacjach utrzymuje się migotanie komór, podaje się 300 mg amiodaronu dożylnie w 5% roztworze glukozy. Po każdorazowej ocenie rytmu zawsze następują 2 minuty BLS. Począwszy od trzeciej oceny rytmu adrenalinę podaje się dożylnie lub doszpikowo co 3–5 minut (co drugą pętlę ALS, według zaleceń Polskiej Rady Resuscytacji z 2010 roku).
Niskofalowe migotanie komór często nie poddaje się defibrylacji. Stosując adrenalinę i.v. i zewnętrzny masaż serca można zmienić migotanie niskofalowe w wysokofalowe. Defibrylację powtarza się dopóki serce nie powróci do prawidłowego rytmu.
U pacjentów z wysokim ryzykiem wystąpienia częstoskurczu komorowego i migotania komór wskazana jest profilaktyczna implantacja ICD.